# 무주물
무주물(Res nullius)은 주인이 없는 물건을 말한다. 선점(Occupatio)에 의해 소유권을 취득하게 된다.

## 대한민국
민법 제252조에 의해 무주의 동산을 소유의 의사로 점유한 자는 그 소유권을 취득하며 야생하는 동물은 무주물로 하고 사양하는 야생동물도 다시 야생상태로 돌아가면 무주물로 한다 미채굴의 광물은 광업법 2조, 7조에 의하여 광업권의 객체에 속하므로 무주물이 아니다.

## 같이 보기
- 무주지
- 유실물
- 대한민국 민법 제252조
- 대한민국 민법 제255조